# Jonas Malmberg (justitieråd)
Lars Jonas Malmberg, född 7 februari 1962 i Umeå, är en svensk jurist. Sedan 2022 är han justitieråd i Högsta domstolen.
Jonas Malmberg avlade juristexamen 1988 vid Uppsala universitet. Han blev juris doktor 1997 och docent i civilrätt 2001, allt vid Uppsala universitet. Han disputerade på avhandlingen Anställningsavtalet: om anställningsförhållandets individuella reglering. Malmberg var professor i arbetsrätt vid Arbetslivsinstitutet 2004–2008 och professor i civilrätt, särskilt arbetsrätt, vid Uppsala universitet 2008–2012. Han var ordförande i Arbetsdomstolen 2012–2022.
Malmberg utsågs 2022 till justitieråd i Högsta domstolen. Han tillträdde den 1 maj 2022.